# جون وايت
جون وايت ولد في 10 يونيو 1981 في تورونتو في كندا وهو ممثل كندي.
جون وايت معروف بدوره أيريك ستيفلر في الفطيرة الأمريكية 5: الميل العاري والفطيرة الأمريكية:منزل بيتا. وله أخ اسمه كيفن واثنان من الاخوات أندريا وستيفاني. وهو يدعي في بعض الأحيان جوني وايت.

## وصلات خارجية
- جون وايت على موقع IMDb (الإنجليزية)
- جون وايت على موقع روتن توميتوز (الإنجليزية)
- جون وايت على موقع قاعدة بيانات الأفلام العربية
- جون وايت على موقع ألو سيني (الفرنسية)
- جون وايت على موقع أول موفي (الإنجليزية)
- جون وايت على موقع قاعدة بيانات الأفلام السويدية (السويدية)
- جون وايت على موقع قاعدة بيانات الفيلم (الإنجليزية)
- جون وايت على موقع ليتربوكسد (الإنجليزية)
- جون وايت على موقع كينوبويسك (الروسية)

صفحته على imdb